# Desa Bantarkuning
Desa Bantarkuning är en administrativ by i Indonesien.   Den ligger i provinsen Jawa Barat, i den västra delen av landet, 50 km sydost om huvudstaden Jakarta.